# Giulio Capitanio
Giulio Capitanio (* 6. März 1952 in Schilpario) ist ein ehemaliger italienischer Skilangläufer.

## Werdegang
Capitanio, der für den C. S. Carabinieri startete, belegte im Januar 1975 in Le Brassus den dritten Platz mit der Staffel. Bei den Olympischen Winterspielen 1976 in Innsbruck lief er auf den 28. Platz über 30 km, auf den 21. Rang über 15 km und auf den siebten Platz mit der Staffel. In der Saison 1977/78 gewann er in Kastelruth über 30 km und errang in Ramsau am Dachstein den zweiten Platz über 30 km. Beim Saisonhöhepunkt, den Nordischen Skiweltmeisterschaften 1978 in Lahti, belegte er den 21. Platz über 50 km den 19. Rang über 15 km und den 14. Platz über 30 km. Mit der Staffel errang er dort den 11. Platz. Die Saison beendete er auf dem fünften Platz im inoffiziellen Gesamtweltcup.
Zu Beginn der Saison 1978/79 triumphierte Capitanio in Telemark zusammen mit Maurilio De Zolt und Roberto Primus in der Staffel. Es folgte ein dritter Platz mit der Staffel in Le Brassus, ein sechster Rang in Oslo über 50 km und ein Sieg über 15 km in Zakopane und errang damit zum Saisonende den vierten Platz im inoffiziellen Gesamtweltcup. Bei seiner zweiten Olympiateilnahme im folgenden Jahr in Lake Placid kam er auf den 39. Platz über 15 km, auf den 27. Rang über 30 km und auf den 19. Platz über 50 km. Zusammen mit Maurilio De Zolt, Benedetto Carrara und Giorgio Vanzetta wurde er Sechster. Im Februar 1982 errang er bei den Nordischen Skiweltmeisterschaften in Oslo den 24. Platz über 50 km. Bei den Olympischen Winterspielen 1984 in Sarajevo lief er auf den 34. Platz über 50 km, auf den 26. Rang über 30 km, auf den 24. Platz über 15 km und zusammen mit Maurilio De Zolt, Alfred Runggaldier und Giorgio Vanzetta auf den siebten Platz. Sein letztes Weltcuprennen absolvierte er im März 1984 in Lahti, das er auf dem 52. Platz über 15 km beendete.
Bei italienischen Meisterschaften siegte Capitanio viermal über 50 km (1976, 1978, 1980, 1983), dreimal über 15 km (1976, 1979, 1980), einmal über 30 km (1978) und fünfmal mit der Staffel (1973, 1975, 1977, 1978, 1985).

## Teilnahmen an Weltmeisterschaften und Olympischen Winterspielen

### Olympische Spiele
- 1976 Innsbruck: 7. Platz Staffel, 21. Platz 15 km, 28. Platz 30 km
- 1980 Lake Placid: 6. Platz Staffel, 19. Platz 50 km, 27. Platz 30 km, 39. Platz 15 km
- 1984 Sarajevo: 7. Platz Staffel, 24. Platz 15 km, 26. Platz 30 km, 34. Platz 50 km

### Nordische Skiweltmeisterschaften
- 1978 Lahti: 11. Platz Staffel, 14. Platz 30 km, 19. Platz 15 km, 21. Platz 50 km
- 1982 Oslo: 24. Platz 50 km